# Rivière de la Savane (rivière Vermillon)
Pour les articles homonymes, voir Savane (homonymie).
La rivière de la Savane est un affluent de la rivière Vermillon, coulant du côté ouest de la rivière Saint-Maurice, dans le territoire non organisé de la rivière-de-la-Savane, dans la municipalité régionale de comté (MRC) de Mékinac, en Mauricie, au Québec, au Canada.
Le cours de la rivière de la Savane traverse les cantons de Bréhaut et de Potherie. Ce cours d'eau fait partie du bassin versant de la rivière Saint-Maurice laquelle se déverse à Trois-Rivières sur la rive nord du fleuve Saint-Laurent.
Le cours de la rivière coule entièrement en zones forestières. La surface de la rivière est généralement gelée du début de décembre jusqu’au début d’avril.[réf. nécessaire]
Ce secteur comportant des montagnes et un plateau marécageux est situé entièrement en milieu forestier. La surface de la rivière est habituellement gelée de novembre à avril ; néanmoins, la glace a une portée suffisante pour la circulation généralement de décembre à mars. Dans l'histoire, la foresterie a été l'activité économique dominante du secteur. Au 19e et XXe siècle, les activités récréo-touristiques, notamment la chasse et la pêche, ont été mis en valeur.[réf. nécessaire]

## Géographie
Le bassin versant de la rivière de la Savane est situé au nord-est du versant des lacs La Poterie Supérieur et La Poterie Inférieur ; et au sud-ouest du versant du ruisseau Limpide.
La rivière de la Savane prend sa source à l’embouchure du lac Croche (longueur : 1,5 km ; altitude : 454 m) dans le canton de Bréhaut. L’embouchure de ce lac comporte une digue de retenue et est située à 19,0 km au sud-est de la confluence de la rivière de la Savane et à 75,0 km au sud-est du centre-ville de La Tuque.
À partir de sa source, la rivière de la Savane coule sur 25,6 km, selon les segments suivants :
Cours supérieur de la rivière de la Savane (segment de 9,7 km)
- 4,6 km vers l'ouest en formant une courbe vers le nord et en traversant un lac sans nom (altitude : 451 m) sur 1,0 km, jusqu’à la rive sud du lac Catinon ;
- 1,8 km vers le nord en traversant le lac Catinon (altitude : 428 m) sur sa pleine longueur, jusqu’à son embouchure située au Nord ;
- 3,3 km vers le nord-ouest, jusqu’à la limite du canton de Potherie ;

Cours inférieur de la rivière de la Savane (segment de 15,9 km)
- 3,6 km vers le nord-ouest dans le canton de Potherie, en traversant le lac du Chapeau (altitude : 398 m sur sa pleine longueur, jusqu’à la décharge du lac de la Culbute (altitude : 411 m) (venant du nord-est). Note : Plusieurs petites rivières ou ruisseaux convergent dans le lac du Chapeau : décharge du lac Mary (altitude : 476 m) ; décharge des lacs : Eileen (altitude : 466 m), Island (altitude : 436 m, Lac de la Roche Blanche (altitude : 426 m) ; décharge du lac Catinon (altitude : 454 m) ;
- 1,8 km vers le nord-ouest en traversant une zone de marais, jusqu’à la décharge du lac Crow (altitude : 405 m) (venant du sud), lequel reçoit les eaux des lacs Noir (altitude : 410 m), Longpré (altitude : 420 m) et Dalmas (altitude : 433 m) ;
- 4,2 km vers le nord-ouest en traversant une zone de marais, jusqu’à la rive est du lac Louis-Gill ;
- 3,8 km vers le nord-ouest en traversant le lac Louis-Gill (longueur : 5,5 km ; altitude : 398 m), jusqu’au barrage à son embouchure situé au Dépôt-de-la-Savane ;
- 2,5 km vers le nord-ouest, jusqu’à la confluence de la rivière[2].

La rivière de la Savane se déverse dans le canton de Potherie, dans un coude de rivière sur la rive droite de la rivière Vermillon. Cette confluence est située au pied du pont ferroviaire et en haut du barrage Vermillon Deux. Après ce barrage, le courant de la rivière Vermillon traverse la chute de l’Iroquois.
La confluence de la rivière de la Savane est située à :
- 91,3 km au sud-est de la confluence de la rivière Vermillon ;
- 2,2 km en aval du barrage Gilardo qui est aménagé à l’embouchure du lac Potherie ;
- 82,5 km au sud-est du centre-ville de La Tuque.

## Toponymie
L'origine du choix du nom de la rivière est inconnue. En abénaquis, son nom est Mégoakwtegok, ce qui signifie « à la rivière marécageuse ». Il doit ce nom à cause de la présence de nombreux marécages le long du cours d'eau. Le toponyme rivière de la Savane a été officialisé le 5 décembre 1968.